# Blepyrus pulchrior
Blepyrus pulchrior är en stekelart som först beskrevs av Kerrich 1967.  Blepyrus pulchrior ingår i släktet Blepyrus och familjen sköldlussteklar. Inga underarter finns listade.